# Родина Коцюбинських (фільм)
«Родина Коцюбинських» (рос. «Семья́ Коцюби́нских») — радянський двосерійний біографічний фільм 1970 року режисера Тимофія Левчука про останні роки життя і діяльності українського письменника і громадського діяча Михайла Коцюбинського і членів його родини.
Фільм вийшов в прокат в УРСР 22 березня 1971 року з українським дубляжем від Кіностудії Довженка.

## Сюжет
Події фільму охоплюють 1912—1918 роки і завершуюються окупацією російськими радянськими військами Української Народної Республіки навесні 1918 року.

## У ролях
- Олександр Гай —  Михайло Михайлович Коцюбинський
- Юрій Демич —  Юрій Коцюбинський
- Олексій Локтєв —  Віталій Примаков
- Борислав Брондуков —  цар Микола II
- Михайло Волков —  Керенський
- Сергій Іванов —  Павло Тичина
- Ярослав Геляс —  Іван Франко
- Афанасій Кочетков —  Максим Горький
- Володимир Татосов —  Яків Свердлов
- Аркадій Трощановський —  Ленін
- Родіон Александров —  Луначарський
- Віктор Маляревич —  Антонов-Овсієнко
- Леонід Жуковський —  Володимир Затонський
- Микола Козленко —  Микола Подвойський
- Олександр Бобровський —  Микола Скрипник
- Микола Досенко —  Григорій Петровський
- Микола Шутько —  Василь Боженко
- Станіслав Станкевич —  полковник Муравйов
- Костянтин Степанков —  Симон Петлюра
- Лаврентій Масоха —  Михайло Грушевський
- Харій Лієпіньш —  Володимир Винниченко
- Сільвія Сергейчикова —  Розалія Винниченко
- Борис Мірус —  Волох
- Микола Засєєв-Руденко —  Кулик
- Йосип Найдук —  Грицько, ад'ютант Примакова
- Лілія Гриценко —  мати Примакова
- Валентина Гришокіна —  Таня
- Катерина Крупєннікова —  Софія Соколовська
- Руфіна Ніфонтова
- Іван Симоненко —  Андрій
- В'ячеслав Гостинський —  начальник Чернігівської жандармерії
- Іван Кононенко-Козельський —  начальник управління поліції Чернігівської губернії (в титрах — І.Кононенко)
- Ігор Дмитрієв —  американський журналіст
- Олександр Толстих —  солдат

## Творча група
- Сценарій: Олександр Левада
- Режисер-постановник: Тимофій Левчук
- Оператор-постановник: Володимир Войтенко
- Художник-постановник: Володимир Агранов
- Композитор: Георгій Майборода
- Текст пісень: Дмитро Луценко
- Режисер: Ігор Вєтров
- Звукооператор: Андрій Грузов
- Оператор: Ю. Юровський
- Художник: Олександр Лісенбарт
- Художник по костюмах: Катерина Гаккебуш
- Художник по гриму: Е. Кузьменко
- Режисери монтажу: К. Шаповалова, Таїса Кряченко
- Редактори: Григорій Зельдович, Валентина Ридванова
- Комбіновані зйомки: оператори — Тетяна Чернишова, Олександр Пастухов; художник — Володимир Дубровський
- Головний консультант: Ірина Коцюбинська
- Директор картини: Леонід Корецький

## Список епізодів
- Перша серія: Передгроззя
- Друга серія: Гроза

## Нагороди
Фільм був відзначений Державною премією Української РСР (1971, сценарист А. Левада, режисер Тимофій Левчук, актор Олександр Гай).